# Akers mekaniske verksted

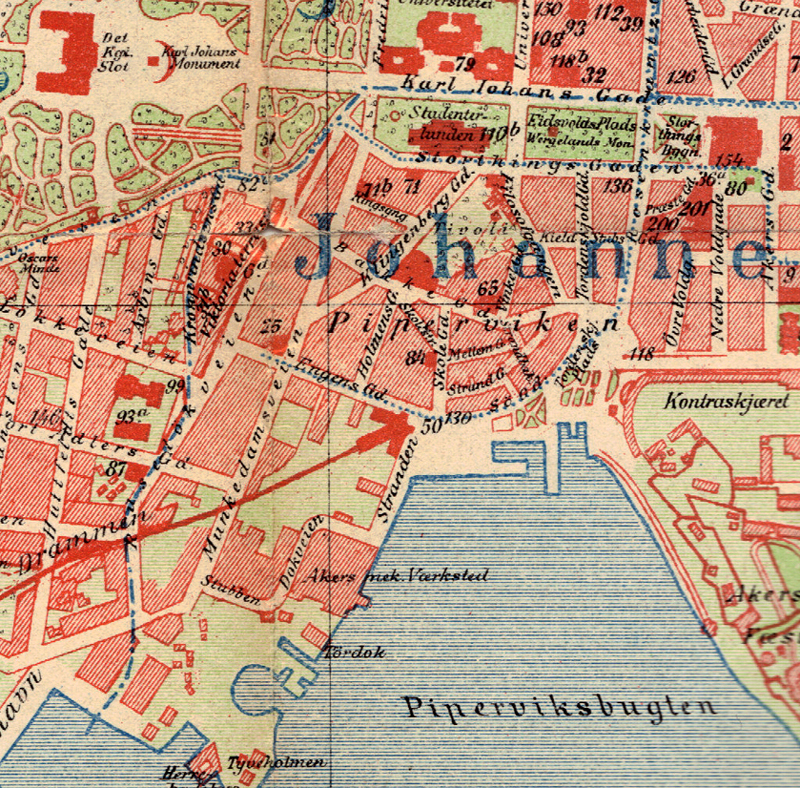
Stadtplan von Oslo (1900)

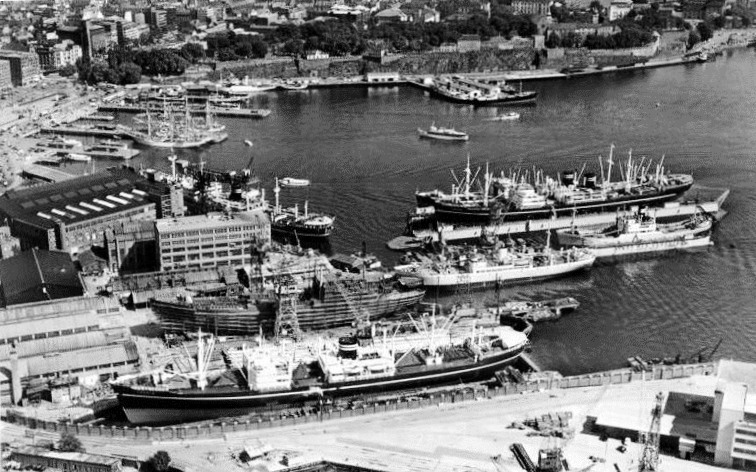
Die Werft Akers Mekaniske Verksted im Jahr 1957

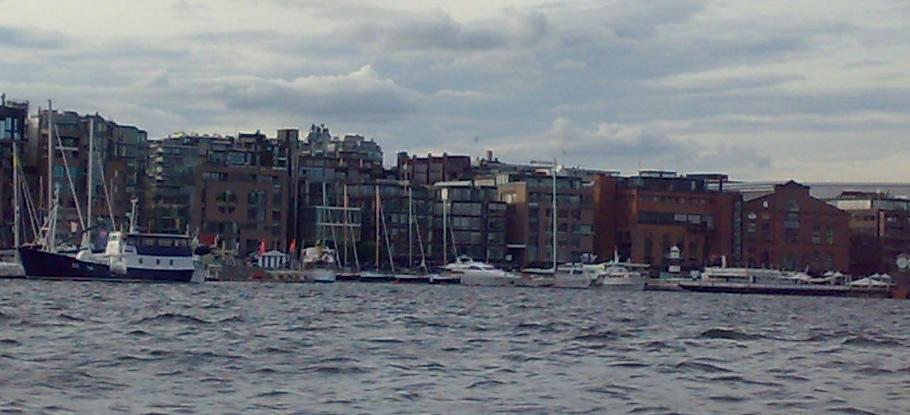
Das heutige Stadtviertel Aker Brygge auf dem ehemaligen Werftgelände

Akers mekaniske verksted, teilweise abgekürzt als Akers mek. Verksted oder Akers Mek., Akers-mek. bzw. AmV, war eine 1841 in der norwegischen Hauptstadt Christiania gegründete Schiffswerft.

## Geschichte
Der 1841 im Fossveien am Fluss Akerselva in Oslo gegründete Betrieb hatte sich zunächst auf die Herstellung von Metallwaren spezialisiert. Erst mit dem Umzug an den neuen Standort auf dem „Holmen“ an der Westseite der Pipervika 1854 wurde der Bau von Schiffen aufgenommen. 1917 übernahm der Osloer Reeder Fred. Olsen die Aktienmehrheit an dem Unternehmen. Die Familie Olsen hielt diese Firmenanteile bis zur Auflösung des Unternehmens 1985. Bis 1930 entstanden auf der Werft rund 450 Dampfschiffe. Die Belegschaftsstärke lag zu diesem Zeitpunkt bei etwa 1.500 Mitarbeitern. 
1956 wurde Nylands mekaniske verksted durch den Aufkauf der Aktienmehrheit von  A/S Akers mekaniske verksted übernommen und später mit dieser (bis 2012 STX Europe) verschmolzen.
Zusammen mit anderen Betrieben wurde die Werft 1960 in einen Werftenverbund, die so genannte „Akergruppen“ überführt. 1982 wurde die Werft geschlossen. Im Zuge einer Flächensanierung und Maßnahmen zur Stadtentwicklung entstand unter Beibehaltung einiger historischer Werftgebäude auf dem ehemaligen Werftgelände der neue Stadtteil Aker Brygge mit Restaurants, Geschäften, Büros und Wohnungen sowie einer Flaniermeile entlang des Fjordufers.